# Christus (revue)
Pour les articles homonymes, voir Christus.
Christus est une revue trimestrielle de spiritualité ignatienne fondée à Paris en janvier 1954 et dirigée par les pères jésuites. Une collection du même nom l’accompagne depuis 1959.

## Histoire

### Lancement de la revue

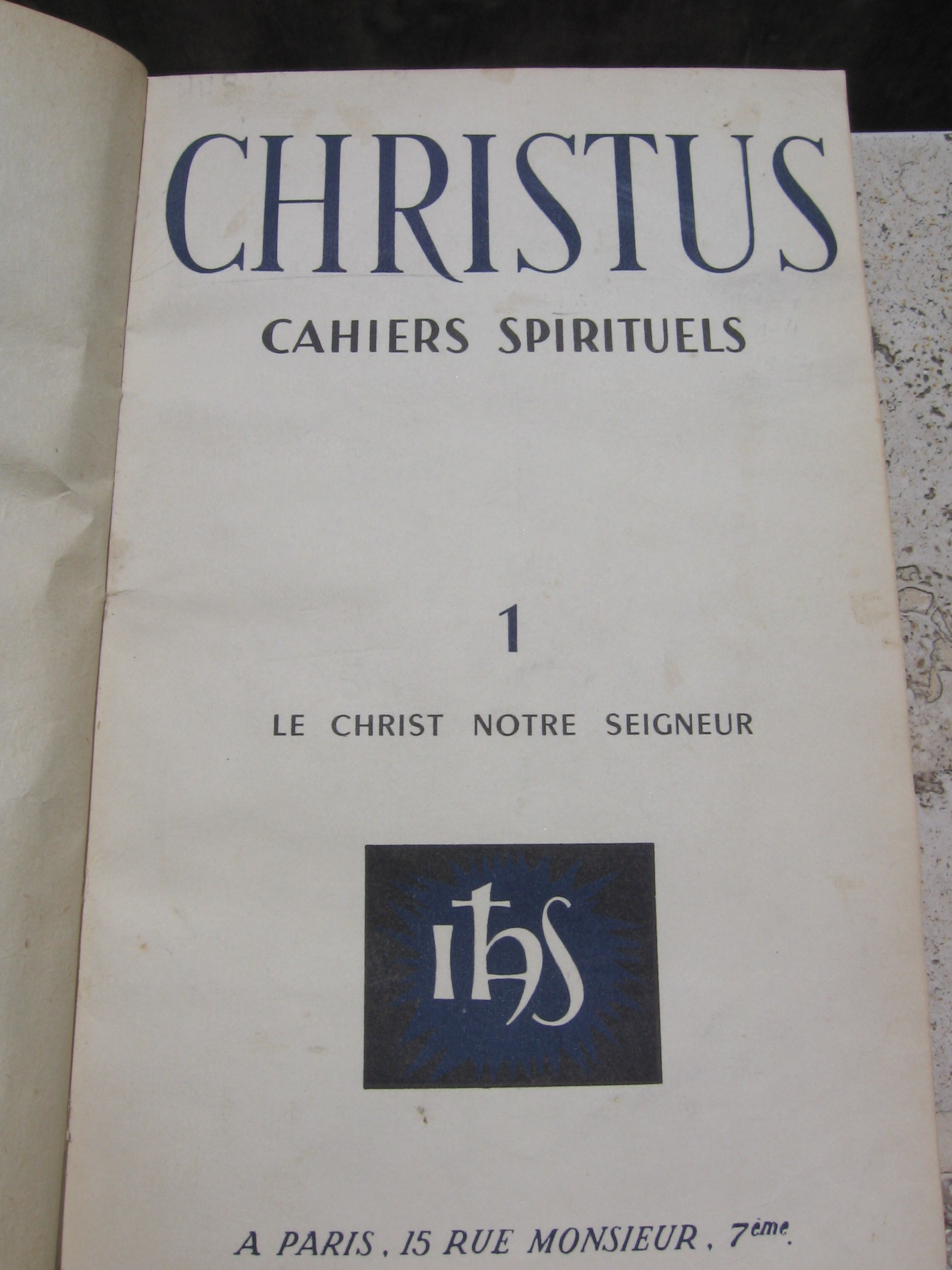
Couverture du premier numéro

Fondée en 1954 par Maurice Giuliani, la revue Christus cherche à faire connaître la personnalité d'Ignace de Loyola et les auteurs spirituels de la Compagnie de Jésus. Elle réfléchit aux problèmes d’aujourd’hui à la lumière de la tradition ignatienne d’engagement dans le monde et s’intéresse aux courants contemporains, même éloignés de cette tradition,. Maurice Giuliani en assure la direction pendant les dix premières années. Les premiers parrains de la revue sont Henri Holstein, Jacques Guillet, François Courel, François Roustang, et Michel de Certeau.
Très créative durant la période préconciliaire (autour des thèmes de la spiritualité, du devoir missionnaire, de l'Église catholique dans le monde, de la vie religieuse), Christus voit son lectorat monter à quelque 10 500 abonnés à la fin du concile Vatican II. Le numéro spécial de la 10e année (1964), Quand vous priez, eut un grand succès. À Maurice Giuliani, directeur de 1954 à 1963, succède François Roustang, puis Dominique Bertrand (de 1966 à 1983).

### Lancement de la collection
À côté de la revue, et pour permettre à un large public un accès plus facile aux sources ignatiennes, la collection Christus fut créée en 1959. Les textes fondateurs de la Compagnie de Jésus, c’est-à-dire les Exercices spirituels, l’autobiographie d'Ignace de Loyola, son journal spirituel, ses lettres de direction, les Constitutions (première traduction en français du texte latin), y furent publiés. D’autres classiques de la spiritualité ignatienne également : le mémorial de Pierre Favre, les lettres des jésuites de Nouvelle-France, un traité sur l’oraison de Pierre de Clorivière. À partir de 1963 des essais sur la spiritualité ignatienne furent également publiés: de François Roustang, Karl Rahner et d’autres. La collection comporte à ce jour une centaine de titres.

### Déclin et réorientation éditoriale
Dans les années qui suivent le concile, une approche influencée par les sciences humaines conduit à une crise qui se cristallise autour de l’article de François Roustang intitulé « Le troisième homme »  (en octobre 1966). Roustang quitte son poste ; la revue y perd des abonnés et des collaborateurs. Un retour à la prière s’amorce vers 1971. Depuis 1986, l’orientation vise à accompagner l’homme en quête de Dieu, approfondissant ainsi un dialogue entre spiritualité et culture qui devenait verbeux. La revue se définit aujourd’hui comme «revue de formation spirituelle». 
En 2004, lors de ses 50 ans, Christus a 6 300 abonnés et 2 000 ventes au numéro. Un hors-série, qui devient annuel en 1990, reprend et enrichit des articles publiés sur un thème ignatien, les Exercices spirituels et leur pédagogie.
La revue a organisé plusieurs enquêtes de grande envergure pour sonder l'opinion des croyants sur les sujets contemporains qui affectent la foi : Enquête sur la vie religieuse en 2006, sur les choix de vie en 2010, et sur la vie spirituelle en paroisse en 2018.

## CollectionChristus
Deux éditeurs ont une collection en lien avec la revue Christus :
- Groupe Bayard et sa collection "Spiritualité et politique"
- Desclée de Brouwer et sa collection "Christus"

## Rédaction
Depuis janvier 2022, la revue est dirigée par Thierry Anne. Le poste a longtemps été occupé par Rémi de Maindreville (2007-2020), qui succédait à Paul Legavre (2004-2007) et à Claude Flipo (jusqu'en 2004). Elle a été marquée par la figure de son fondateur qui l'a dirigée de 1954 à 1963; ainsi que par celle de Dominique Bertrand (1966-1983).
Au cours de son histoire, elle a pu s'appuyer sur un certain nombre de collaborateurs fidèles, en particulier Yves Roullière (rédacteur en chef adjoint de 1993 à 2013), ainsi que Michel de Certeau et, plus récemment, Marie-Caroline Bustarret (rédactrice en chef adjointe de 2013 à 2023).

### Pages liées
- Ignace de Loyola